# Sud Bosne i Hercegovine
Sud Bosne i Hercegovine je tijelo sudske vlasti u BIH, osnovano kako bi se osiguralo učinkovito ostvarivanje nadležnosti države Bosne i Hercegovine, poštovanje ljudskih prava i vladavine zakona na njenom teritoriju. Sjedište Suda nalazi se u Sarajevu.  Visoki predstavnik za Bosnu i Hercegovinu je 12. studenog 2000. godine proglasio Zakon o Sudu Bosne i Hercegovine a Parlament Bosne i Hercegovine ga usvojio 3. srpnja 2002. godine.

## Nadležnost
Sud Bosne i Hercegovine je nadležan za kaznena djela utvrđena zakonom države Bosne i Hercegovine kad se tim zakonom određuje nadležnost Suda za ta kaznena djela.
Osim toga, u nadležnosti Suda je također da:
- zauzima konačan i obavezujući stav vezan za provođenje zakona države i međunarodnih ugovora na zahtjev bilo kojeg suda entiteta ili bilo kojeg suda Brčko Distrikta kojem je povjereno provođenje zakona države;
- odlučuje o pitanjima koja se tiču provođenja međunarodnih i međuentitetskih kaznenih propisa, uključujući i odnose sa Interpolom i drugim međunarodnim policijskim organima, te uključujući transfer osuđene osobe, izručenje i predaju osoba po zahtjevu bilo kojeg organa na području Bosne i Hercegovine, druge države, odnosno međunarodnog suda ili tribunala;
- rješava sukob nadležnosti između sudova iz Federacije Bosne i Hercegovine i Republike Srpske, i sudova entiteta i sudova Brčko Distrikta;
- odlučuje o ponavljanju kaznenog postupka za kaznena djela predviđena zakonima države Bosne i Hercegovine.

## Poveznice
- Daytonski sporazum